# Marwin Hitz
Marwin Hitz (San Galo, 18 de septiembre de 1987) es un futbolista suizo que juega como guardameta en el F. C. Basilea de la Superliga de Suiza.

## Selección nacional
El 10 de junio de 2015 hizo su debut con la selección de fútbol de Suiza en la victoria por 3-0 contra Liechtenstein en un amistoso disputado en el Stockhorn Arena.
En 2016 fue convocado para la Eurocopa de Francia.

### Participaciones en Eurocopas
| Copa          | Sede    | Resultado        | Partidos | Goles |
| ------------- | ------- | ---------------- | -------- | ----- |
| Eurocopa 2016 | Francia | Octavos de final | 0        | 0     |

## Clubes
| Club                           | País     | Año       |
| ------------------------------ | -------- | --------- |
| F. C. St. Gallen II            | Suiza    | 2005-2008 |
| → F. C. Yverdon-Sport (cedido) | Suiza    | 2007      |
| → F. C. Winterthur (cedido)    | Suiza    | 2008      |
| VfL Wolfsburgo                 | Alemania | 2008-2013 |
| F. C. Augsburgo                | Alemania | 2013-2018 |
| Borussia Dortmund              | Alemania | 2018-2022 |
| F. C. Basilea                  | Suiza    | 2022-     |

## Palmarés

### Campeonatos nacionales
| Título                | Club              | País     | Año  |
| --------------------- | ----------------- | -------- | ---- |
| Bundesliga            | VfL Wolfsburgo    | Alemania | 2009 |
| Supercopa de Alemania | Borussia Dortmund | Alemania | 2019 |
| Copa de Alemania      | Borussia Dortmund | Alemania | 2021 |
| Superliga de Suiza    | F. C. Basilea     | Suiza    | 2025 |
| Copa de Suiza         | F. C. Basilea     | Suiza    | 2025 |